# Kaderverdrag inzake de bescherming van nationale minderheden
Het Kaderverdrag inzake de bescherming van nationale minderheden is een verdrag dat op 1 februari 1995 werd gesloten door de Lidstaten van de Raad van Europa en de andere Staten die dit Kaderverdrag hebben ondertekend. Het doel van het verdrag is de juridische erkenning van nationale minderheden en het beschermen van hun rechten.

## Inhoud
De staten die het verdrag ondertekenen en ratificeren, verplichten zich tot het bevorderen van de volledige en daadwerkelijke gelijkheid van tot nationale minderheden behorende personen op alle economische, maatschappelijke, politieke en culturele terreinen en tot het waarborgen van omstandigheden waaronder zij hun cultuur en identiteit tot uitdrukking kunnen brengen en deze kunnen behouden en ontwikkelen.
Het verdrag regelt voor de erkende nationale minderheden onder meer:
- bescherming tegen discriminatie en bevordering van gelijkheid
- bevordering van behoud en ontwikkeling van cultuur, taal, godsdienst en tradities
- vrijheid van vereniging, vergadering, meningsuiting, gedachte, geweten en godsdienst
- toegang tot en gebruik van media
- uiteenlopende taalkundige rechten en vrijheden, zoals het recht om de eigen taal in het privéleven en in contacten met de overheid te gebruiken, het recht de eigen naam in de eigen taal te gebruiken, het recht om in het openbaar informatie in de eigen taal te verspreiden en het recht om topografische aanduidingen in de eigen taal te gebruiken
- recht op het leren en onderwijzen van de eigen taal en het opzetten van onderwijsinstellingen in de eigen taal
- internationale contacten en samenwerking
- recht op deelname aan het openbare leven
- verbod op verplichte assimilatie

## Toepassing
Het verdrag bevat geen definitie van wat een nationale minderheid is. Hierover kon door de lidstaten van de Raad van Europa geen overeenstemming worden bereikt. Het is daarom aan elke ratificerende lidstaat zelf om te bepalen op welke groepen binnen hun grondgebied het verdrag van toepassing is. Deze keuze dient echter wel in overeenstemming te zijn met de uitgangspunten van bestaande internationale wetgeving en de bepalingen in het verdrag zelf. Tevens is er een Adviescomité van het Kaderverdrag, dat toeziet op de gemaakte keuzes en op de eerlijke en rechtvaardige uitvoering van het verdrag. Dit Adviescomité adviseert het Comité van Ministers van de Raad van Europa, dat eventueel kan ingrijpen als een lidstaat zich niet aan het verdrag houdt.
Wat betreft de groepen die onder het verdrag zijn erkend als nationale minderheid, hebben personen zelf de vrijheid om te kiezen of zij als lid van een nationale minderheid behandeld willen worden en zodoende gebruik te maken van de rechten en vrijheden die daaruit voortvloeien.

## Reikwijdte
Stand van ratificatie en ondertekening op 15 november 2006:
| Land                  | Ondertekening | Ratificatie | Van kracht | Nationale minderheden (indien gespecifieerd)                 |
| --------------------- | ------------- | ----------- | ---------- | ------------------------------------------------------------ |
| Albanië               | 29-06-1995    | 28-09-1999  | 01-01-2000 |                                                              |
| Andorra               |               |             |            |                                                              |
| Armenië               | 25-07-1997    | 20-07-1998  | 01-11-1998 |                                                              |
| Azerbeidzjan          | 26-06-2000    | 26-06-2000  | 01-10-2000 |                                                              |
| België                | 31-07-2001    |             |            |                                                              |
| Bosnië en Herzegovina | 24-02-2000    | 24-02-2000  | 01-06-2000 |                                                              |
| Bulgarije             | 09-10-1997    | 07-05-1999  | 01-09-1999 |                                                              |
| Cyprus                | 01-02-1995    | 04-06-1996  | 01-02-1998 |                                                              |
| Denemarken            | 01-02-1995    | 22-09-1997  | 01-02-1998 | Duitsers                                                     |
| Duitsland             | 11-05-1995    | 10-09-1997  | 01-02-1998 | Denen, Sorben; tevens bescherming van Friezen, Roma en Sinti |
| Estland               | 02-02-1995    | 06-01-1997  | 01-02-1998 |                                                              |
| Finland               | 01-02-1995    | 03-10-1997  | 01-02-1998 |                                                              |
| Frankrijk             |               |             |            |                                                              |
| Georgië               | 21-01-2000    | 22-12-2005  | 01-04-2006 |                                                              |
| Griekenland           | 22-09-1997    |             |            |                                                              |
| Hongarije             | 01-02-1995    | 25-09-1995  | 01-02-1998 |                                                              |
| Ierland               | 01-02-1995    | 07-05-1999  | 01-09-1999 |                                                              |
| IJsland               | 01-02-1995    |             |            |                                                              |
| Italië                | 01-02-1995    | 03-11-1997  | 01-03-1998 |                                                              |
| Kroatië               | 06-11-1996    | 11-10-1997  | 01-02-1998 |                                                              |
| Letland               | 11-05-1995    | 06-06-2005  | 01-10-2005 |                                                              |
| Liechtenstein         | 01-02-1995    | 18-11-1997  | 01-03-1998 | Geen nationale minderheden aanwezig                          |
| Litouwen              | 01-02-1995    | 23-03-2000  | 01-07-2000 |                                                              |
| Luxemburg             | 20-07-1995    |             |            | Geen nationale minderheden aanwezig                          |
| Noord-Macedonië       | 25-07-1996    | 10-04-1997  | 01-02-1998 | Albanezen, Bosniërs, Roma, Serven, Turken, Vlachen           |
| Malta                 | 11-05-1995    | 10-02-1998  | 01-06-1998 | Geen nationale minderheden aanwezig                          |
| Moldavië              | 13-07-1995    | 20-11-1996  | 01-02-1998 |                                                              |
| Monaco                |               |             |            |                                                              |
| Montenegro            | 11-05-2001    | 11-05-2001  | 01-09-2001 |                                                              |
| Nederland             | 01-02-1995    | 16-02-2005  | 01-06-2005 | Friezen                                                      |
| Noorwegen             | 01-02-1995    | 17-03-1999  | 01-07-1999 |                                                              |
| Oekraïne              | 15-09-1995    | 26-01-1998  | 01-05-1998 |                                                              |
| Oostenrijk            | 01-02-1995    | 31-03-1998  | 01-07-1998 | Hongaren, Kroaten, Roma, Slovenen, Slowaken, Tsjechen        |
| Polen                 | 01-02-1995    | 20-12-2000  | 01-04-2001 |                                                              |
| Portugal              | 01-02-1995    | 07-05-2002  | 01-09-2002 |                                                              |
| Roemenië              | 01-02-1995    | 11-05-1995  | 01-02-1998 |                                                              |
| Rusland               | 28-02-1996    | 21-08-1998  | 01-12-1998 |                                                              |
| San Marino            | 11-05-1995    | 05-12-1996  | 01-02-1998 |                                                              |
| Servië                | 11-05-2001    | 11-05-2001  | 01-09-2001 |                                                              |
| Slovenië              | 01-02-1995    | 25-03-1998  | 01-07-1998 | Hongaren, Italianen                                          |
| Slowakije             | 01-02-1995    | 14-09-1995  | 01-02-1998 |                                                              |
| Spanje                | 01-02-1995    | 01-09-1995  | 01-02-1998 |                                                              |
| Tsjechië              | 28-04-1995    | 18-12-1997  | 01-04-1998 |                                                              |
| Turkije               |               |             |            |                                                              |
| Verenigd Koninkrijk   | 01-02-1995    | 15-01-1998  | 01-05-1998 |                                                              |
| Zweden                | 01-02-1995    | 09-02-2000  | 01-06-2000 | Joden, Roma, Saami, Tornedalers, Zweedse Finnen              |
| Zwitserland           | 01-02-1995    | 21-10-1998  | 01-02-1999 |                                                              |

## Nederland
Nederland heeft het verdrag in 1995 ondertekend, maar pas in 2005 geratificeerd. Nederland heeft aangegeven de Friezen als nationale minderheid in de zin van het verdrag te beschouwen.
Lange tijd bestond discussie over de vraag of allochtone minderheden ook onder de bescherming van het verdrag zouden moeten vallen. Uiteindelijk is hiervan afgezien.

## België
België heeft het verdrag in 2001 ondertekend, als gevolg van een politiek compromis bij de staatshervorming van dat jaar (zie Lambermontakkoord). Het verdrag is echter nog niet door België geratificeerd, omdat eerst alle deelstaatparlementen (de gewesten en gemeenschappen) afzonderlijk het verdrag moeten goedkeuren. Ook moet nog overeenstemming worden bereikt op welke bevolkingsgroepen het verdrag van toepassing wordt verklaard.
De Franstalige partijen willen dat Vlaanderen het verdrag ratificeert zodat Franstaligen aanspraak kunnen maken op de rechten die daaruit voortvloeien: het gebruik van hun eigen taal met de overheid, de tweetaligheid van straatnamen en andere voor het publiek bestemde topografische aanduidingen, Franstalig onderwijs, en dergelijke. Omdat het verdrag evenwel niet verduidelijkt wat een "nationale minderheid" is, en Vlamingen en Franstaligen het hierover oneens zijn, weigert Vlaanderen om dit goed te keuren, zelfs na een herhaald verzoek van rapporteurs van de Raad van Europa. Het Vlaams Gewest beschouwt de Franstaligen op zijn grondgebied, met name in de Rand rond Brussel, niet als een minderheid die aanspraak kan maken op dergelijke rechten.